# Château de Vigny
Le château de Vigny est un château français, située sur la commune de Vigny (Val-d'Oise). Il a été édifié à partir de 1504 et reconstruit à partir de 1867 dans le style troubadour. Le château est inscrit monument historique depuis un arrêté du 28 décembre 1984, arrêté étendu à l'ensemble des dépendances en 2024.

## Localisation
Le château de Vigny se situe en France, dans le département du Val-d'Oise et le Vexin français, sur la commune de Vigny, rue Beaudoin / place Rohan, en face de la mairie.

## Historique
Au Moyen Âge, la seigneurie de Vigny appartint à la famille de Marbury, qui le conserve jusqu'en 1501 et la vend alors à Louis de Hédouville, sieur de Sandricourt, et Françoise de Rouvroy de Saint Simon, son épouse.
Devenue veuve, cette dernière revend Vigny en 1504 au cardinal Georges d'Amboise , archevêque de Rouen, qui ordonne l'édification d'un nouveau château à l'emplacement de l'ancien manoir seigneurial. Après la mort du cardinal en 1510, son neveu et successeur Georges II d'Amboise, aussi archevêque de Rouen, continue son œuvre. Il séjourne fréquemment à Vigny, où il meurt en 1550.
Cerné par des douves transformées en pièce d’eau plus large au XIXe siècle, le château présente une façade nord d’une composition remarquable avec son pavillon d’entrée cantonné par deux tours flanquantes répondant elles-mêmes à deux autres tours d’angle. Les courtines reliant ces tours sont largement ouvertes par des baies à meneaux. Des mâchicoulis ceinturent le tout et viennent en support des toitures en tabatière et croupes. Ce souci de symétrie et d’ordonnancement est typique de la première Renaissance française.
En 1555, le puissant connétable Anne de Montmorency achète à la famille d'Amboise la seigneurie et le château. Au-dessus d'un portail en tiers-point flanqué de deux tours, son blason et la devise des Montmorency, Aplanos, demeure visible.
À sa mort, en 1567, la propriété se transmet à sa veuve, Madeleine de Savoie, morte en 1586, puis à leur fils, Charles de Montmorency-Damville, mort sans postérité en 1612. Vigny passe alors à son neveu Henri II de Montmorency, gouverneur du Languedoc, mort en 1632, aussi sans enfant, puis à sa sœur Marguerite de Montmorency, veuve d'Anne de Lévis, 2e duc de Ventadour. À sa mort en 1660, celle-ci a pour successeur à Vigny son petit-fils, Louis Charles de Lévis, 5e duc de Ventadour, mort en 1717, puis la veuve de celui-ci, Charlotte de La Mothe Houdancourt, morte en 1744.
Leur successeur à Vigny est leur petit-fils, Charles de Rohan, duc de Rohan-Rohan, duc de Ventadour, prince de Soubise, maréchal de France, mort en 1787.
La maison de Rohan conserve le château de Vigny jusqu'en 1822, mais il est racheté en 1829 à monsieur Declerq par un petit-fils du maréchal de Soubise, Louis Victor Mériadec Benjamin de Rohan, duc de Montbazon, qui le revend en 1844 à madame Caffin veuve Legrand, de Pontoise, morte au château de Vigny en 1853.
Passé à la fille de cette dernière, Victoire Legrand épouse Touchard, il est vendu en 1855 à Paul Poictevin, banquier à Paris, puis revendu le 8 novembre 1867 à l'entrepreneur des chemins de fer Philippe Spiridion Vitali.
Ce dernier achète une demeure en mauvais état, qu'il entreprend de faire restaurer à partir de 1888 par l'architecte Charles Henri Cazaux, dans le style troubadour et néo-gothique idéalisant de  Viollet-le-Duc. La façade septentrionale orientée vers le village évoque depuis un pastiche architectural. Le comte Vitali fait également agrandir l'aile sud, construire le gros donjon carré et la chapelle, toujours par l'architecte Charles Henri Cazaux,,.
Dans son état issu de cette campagne de travaux, le château comporte principalement deux corps de bâtiment disposés en « L », L'une des branches de ce « L » est prolongée par une chapelle, sur la droite de l'entrée, l'autre, à l'opposé, par une grosse tour carrée. L'ensemble est bâti sur un terre-plein entouré de douves en eaux, au sein d'un parc paysager.
En 1922, ruinée après la Première Guerre mondiale, la famille Vitali doit vendre le château de Vigny. Il est racheté par Robert Le Coat de Kerveguen, dont la famille le vend en 1992 à M. et Mme Dewavrin. Il est revendu en 2001 à une société japonaise et devient une école de cuisine. Cette école de cuisine est finalement installée dans les dépendances, avant de péricliter, alors que le château reste inoccupé. Revendu, le domaine est acheté en 2016 par l'entrepreneur Fabrice Levesque pour devenir un hôtel de luxe et un centre de séminaire. Cependant, il ignore alors que le château est rongé par la mérule et nécessite des moyens financiers très importants pour être restauré. Il devient président de l'Association du sauvetage du château de Vigny.
Le château de 4000 m² compte 176 pièces. Il est entouré d'un parc de 20 hectares.

### Protection
Le château est inscrit aux monument historique depuis un arrêté du 28 décembre 1984. Cette inscription porte sur l'ensemble des bâtiments du domaine du château, à savoir le château proprement dit ; les deux ponts sur les douves ; les deux pavillons d'entrée face au village ; pavillons d'entrée sud-est et nord-ouest ; le manoir dit La Comté ; la ferme du château ; les communs ; les écuries ; l'orangerie ; et deux serres. Une partie de ces bâtiments est visible depuis le domaine public. Les communs et les écuries ainsi que les autres bâtiments près de la rue Beaudoin au nord menacent aujourd'hui ruine, et la restauration du manoir de la Comté s'est interrompue il y a de nombreuses années. Le parc n'est plus entretenu qu'aux abords immédiats du château ; les allées visibles depuis les différentes grilles d'accès sont en voie de disparaître sous la végétation. Seuls le château et la ferme (à l'extérieur du domaine) bénéficient d'un entretien régulier.
Atteint par la mérule, il fait partie des édifices à la restauration desquels le Loto du patrimoine doit contribuer financièrement. Un chantier « monuments historiques » d'un montant prévu de 6,7 millions d'euros débute en 2018 afin d'assurer le traitement de la mérule, la restauration du clos couvert, la réfection complète de la couverture, des maçonneries, des huisseries, des décors intérieurs, la vidange et le curage des douves. Grâce au Loto, le chantier recueille 162 000 euros d'aides, à rajouter aux 95 000 euros de dons anonymes reçus dans le cadre d'un partenariat avec la Fondation du patrimoine. La restauration du château est déclarée d'intérêt public et l'État et le département investissent également dans le projet.

### Cinéma, télévision et musique
Le château est connu des cinéphiles amateurs de polars parodiques « à la française », car dans les années 1960, la plupart des scènes intérieures et extérieures du film Les Barbouzes (avec Lino Ventura, Mireille Darc, Francis Blanche et Jess Hahn) y ont été tournées, ainsi que plusieurs scènes du film Les Tontons flingueurs. Autres films comportant des scènes au château : Le Capitaine Fracasse (1943), On a retrouvé la septième compagnie (1975), Vous n'aurez pas l'Alsace et la Lorraine de Coluche et Marc Monnet (sorti en 1977), L'Animal (1977) avec Jean-Paul Belmondo, Les Visiteurs (1993), Les Saveurs du palais (2012), ainsi que la série télévisée Versailles (2015). Le château a aussi servi de décor au clip de Rihanna, Te Amo, en compagnie de Laetitia Casta.

## Pour approfondir